# Святослав Володимирович (князь вщизький)

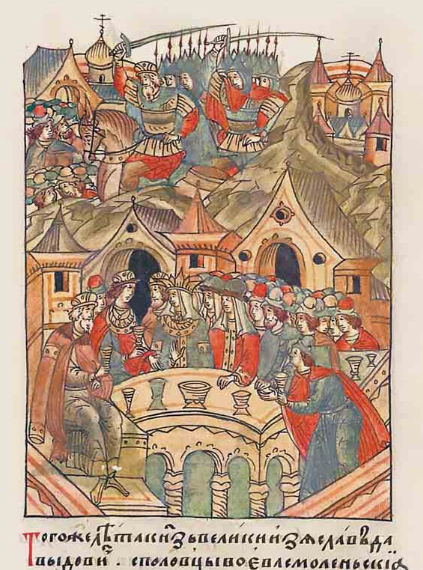
Весілля князя

Святослав Володимирович (? — пом.. 1167) — князь вщизький (1157—1167), син Володимира Давидовича Чернігівського, останній представник гілки чернігівських Давидовичів.

## Біографія
У 1156 році почав виступ з метою збільшити свої володіння, захопив кілька міст на Десні, але був розбитий своїм троюрідним братом Святославом Всеволодовичем. У 1157 році, з початком боротьби свого дядька Ізяслава Давидовича за київське князювання, обороняв Чернігів від Святослава Ольговича і Святослава Всеволодовича. Столиця князівства все-таки була віддана Святославу Ольговичу, але основна частина земель князівства збереглася за Ізяславом і Святославом Володимировичем.
У 1159 році, коли Ізяслав втратив київський престол на користь Ростислава Мстиславича Смоленського, союзники підступили до Вщижу, але місто було врятовано військом Андрія Боголюбського. Однак після його відходу Святославу довелося визнати старшинство Святослава Ольговича і, згідно з версією Леонтія Войтовича, передати Стародуб Ярославу Всеволодовичу. Ізяслав же в 1161 році загинув у бою за Київ.
Після смерті Святослава Ольговича на чернігівському князівському престолі (1164) Святослав Володимирович, будучи старшим з роду нащадків Святослава Ярославича, не зробив спроб втрутитися в боротьбу за Чернігів між Святославом Всеволодовичем і сином Святослава Ольговича Олегом. Зі смертю Святослава Володимировича в 1167 році гілка Давидовичів обірвалася, а Вщиж відійшов у володіння нащадків Всеволода Ольговича, причому Олег Святославич залишився незадоволений розподілом волостей (тим, що Святослав віддав братові кращу волость) і провів похід у напрямку Стародуба.

## Сім'я і діти
- (з 1160 року) Ростислава, дочка Андрія Боголюбського.

Відомості про нащадків відсутні.